# Vytautas Dudėnas
Vytautas Dudėnas (ur. 8 czerwca 1937 w Dievoniai w rejonie kielmskim) – litewski ekonomista, przedsiębiorca, polityk, minister finansów w latach 1999–2000.

## Życiorys
W 1944 wraz z rodzicami opuścił Litwę. Przez kilka lat rodzina przebywała w obozach dla uchodźców na terenie Niemiec, a w 1949 wyemigrowała do Stanów Zjednoczonych.
W 1959 Vytautas Dudėnas ukończył studia licencjackie na Uniwersytecie Chicagowskim, a dwa lata później na tej samej uczelni uzyskał magisterium ze specjalnością w zakresie finansów.
Działał w środowisku litewskiej emigracji. W 1956 został wybrany do zarządu Związku Studentów Litewskich w USA. W latach 1962–1964 był jednym z redaktorów czasopisma "Lituanus".
Po ukończeniu studiów przez wiele lat pracował w branży inwestycji bankowych i public relations. W 1971 był jednym z założycieli, a następnie wiceprezesem i członkiem rady dyrektorów American Municipal Bond Assurance Corporation.
W 1991 wraz z żoną powrócił na Litwę. Doradzał ministrowi finansów, a do 1993 był prezesem Litewskiego Banku Inwestycyjnego. W 1992 zasiadał w Centralnej Komisji Prywatyzacyjnej, a rok później brał udział w zakładaniu Narodowej Giełdy Papierów Wartościowych, pełnił funkcję przewodniczącego rady Giełdy.
W 1996 został wybrany do Sejmu z listy Związku Ojczyzny. W Sejmie pełnił m.in. funkcje przewodniczącego Komisji Spraw Zagranicznych i wiceprzewodniczącego Komisji ds. Europejskich. Stał na czele delegacji Sejmu do Zgromadzenia Parlamentarnego NATO. Od 11 listopada 1999 do 9 listopada 2000 był ministrem finansów w rządzie Andriusa Kubiliusa.
Od 2001 pracował w litewskim oddziale Transparency International.